# Peder Lykkeberg
Peder Lykkeberg (n. 11 februarie 1878, Skanderborg, Regiunea Midtjylland, Danemarca – d. 23 decembrie 1944, Copenhaga, Danemarca) a fost un înotător danez, medaliat olimpic. A participat la o ediție a Jocurilor Olimpice (1900) în care a câștigat o medalie de bronz.

## Participări
Lista de mai jos prezintă principalele competiții la care a participat Peder Lykkeberg de-a lungul carierei.
- natation aux Jeux olympiques d'été de 1900 – nage sous l’eau hommes[*]